# Iver Knotten
Iver Johan Knotten, né le 17 décembre 1998 à Ramnes, est un coureur cycliste norvégien.

## Biographie

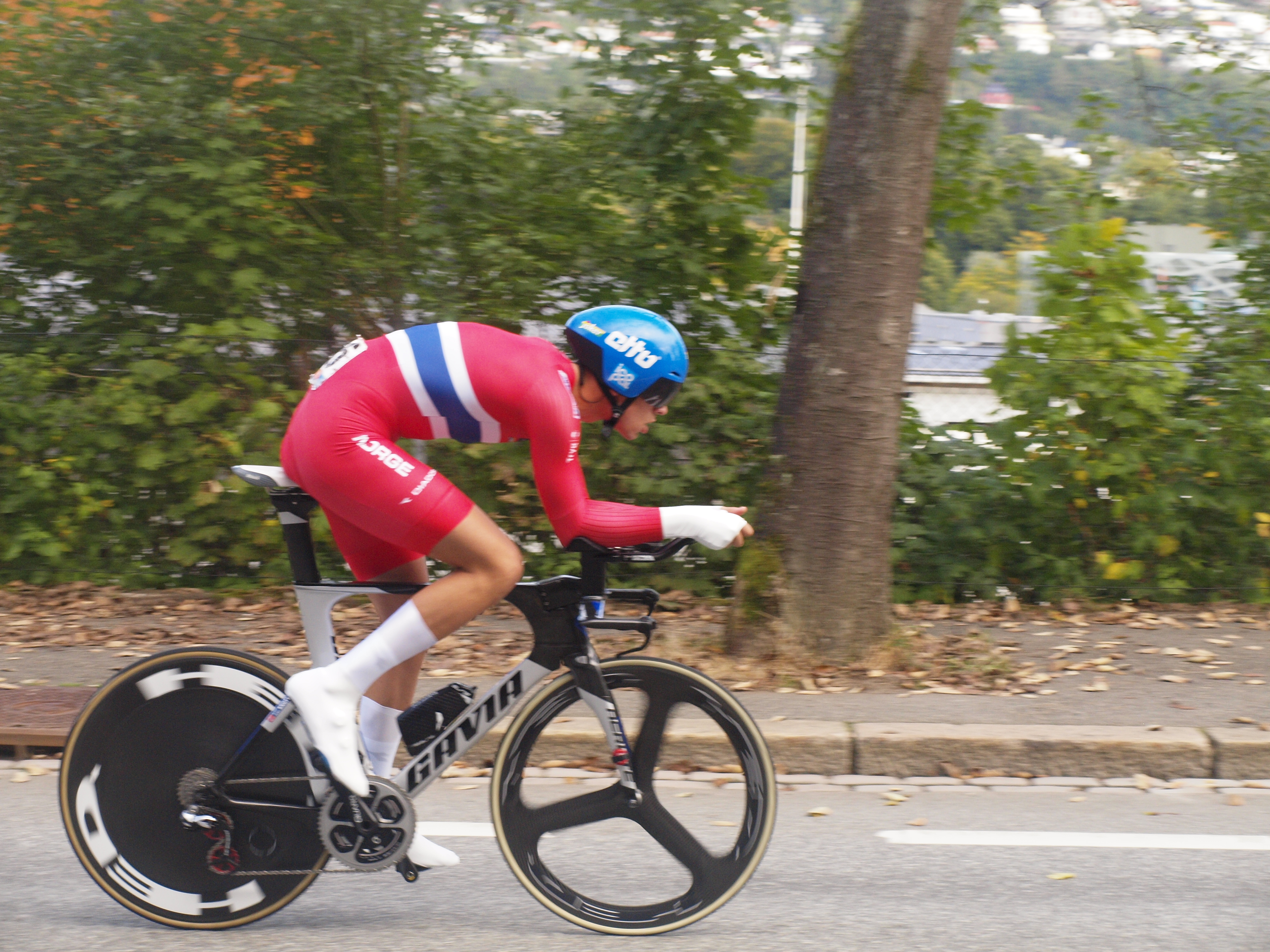
Iver Knotten lors du championnat du monde du contre-la-montre espoirs de 2017.

Chez les juniors, il se révèle en 2016 par ses qualités de rouleur. En contre-la-montre, il obtient plusieurs victoires au niveau international, tout en devenant champion de Norvège. Il termine également troisième du championnat d'Europe et sixième du championnat du monde.
Après deux saisons difficiles chez Joker Icopal, il retourne dans les rangs amateurs norvégiens en 2019. Au mois de juin, il effectue son retour au premier plan en terminant deuxième du championnat de Norvège du contre-la-montre, derrière Andreas Leknessund mais devant Edvald Boasson Hagen.
En décembre 2023, il est contrôlé positif à l'Ibutamoren - une hormone de croissance - après les championnats nationaux de cyclisme sur piste.

## Palmarès

### Par année
- 2015
  - 2e du championnat de Norvège sur route juniors
  - 2e du championnat de Norvège du contre-la-montre par équipes juniors
- 2016
  -  Champion de Norvège du contre-la-montre juniors
  -  Champion de Norvège du contre-la-montre par équipes juniors
  - 2ea étape de la Course de la Paix juniors (contre-la-montre)
  - 2e étape du Trophée Centre Morbihan (contre-la-montre)
  - Tour de Basse-Saxe juniors :
    - Classement général
    - 2ea étape (contre-la-montre)

  -  Médaillé de bronze du championnat d'Europe du contre-la-montre juniors
  - 6e du championnat du monde du contre-la-montre juniors
- 2017
  - 2e étape du Tour de Hallingal (contre-la-montre)
- 2019
  - Skatvalstempoen
  - Kalas Rekord Mila
  - Ronde van Vestkant :
    - Classement général
    - 1re (contre-la-montre) et 3e étapes

  - 2e du championnat de Norvège du contre-la-montre par équipes
  - 2e du championnat de Norvège du contre-la-montre
  - 4e du championnat d'Europe du contre-la-montre espoirs
- 2020
  - 2e du championnat de Norvège du contre-la-montre par équipes
- 2021
  -  Champion de Norvège du contre-la-montre par équipes
- 2023
  - Grand Prix Horsens

### Classements mondiaux
| Année           | 2017   | 2018   |
| --------------- | ------ | ------ |
| UCI Europe Tour | 1 619e | 2 122e |